# PCC-773 부천
PCC-773 부천은 대한민국 해군이 운용하는 포항급 초계함 중 하나이다.